# 15 nivôse
15 frimaire 15 pluviôse
Le quintidi 15 nivôse, officiellement dénommé jour du lapin, est le 105e jour de l'année du calendrier républicain.
C'était généralement le 4e jour du mois de janvier dans le calendrier grégorien.